# Hydropsyche etnieri
Hydropsyche etnieri là một loài Trichoptera trong họ Hydropsychidae. Chúng phân bố ở miền Tân bắc.